# Ana Lajevska
Ana Lajevska (na ruskom: Анна Лаевская Расцветаева, rođena u Kijevu, 10. siječnja 1982.) je meksičko-ukrajinska glumica najpoznatija po ulogama u telenovelama. 

## Životopis
Ana je rođena u obitelji ruskih imigranata Sergeia Laevskog i Inne Rastsvetaeve. Preselila se s obitelji u Meksiko u dobi od 9 godina, te im je jedino dijete.
U Meksiku, Ana je studirala glumu u Televisinoj glumačkoj školi CEA. Zahvaljujući svojem talentu dobiva male uloge u telenovelama Preciosa i Amor Gitano. 2000. godine dobiva poziv Pedra Damiana za nastupanje u tinejdžerskoj telenoveli Primer Amor: a 1000 x hora gdje nastupa uz Kuna Beckera, Mauricija Islasa, Valentina Lanusa i Anahi. Iste godine osvaja nagradu TVyNovelas za najbolje žensko otkriće. 2001. dobiva svoju prvu filmsku ulogu u filmu U vrijeme leptira gdje je nastupala uz Salmu Hayek. 2005. godine dobila je pozivnicu za nastup u reality showu Bailando por un Sueno (Plesom do snova). Iako je bila nepopularna kod žirija, gledatelji su je održali u emisiji do pred samo finale te je naposljetku osvojila treće mjesto.

### Osobni život
Na snimanju sapunice Anin dvostruki život upoznala je svog sadašnjeg dečka, također glumca Rafaela Amayu.
Ana svira violinu i klavir te ustaje vrlo rano. Visoka je 1,68 m. Govori ruski, engleski i španjolski.  

## Filmografija

### Telenovele u kojima je nastupala
- Mi corazon insiste (2011.)-Debora Noriega
- Elena  (2010.) - Elena
- Ljeto ljubavi (2009.) - Valeria
- Draga neprijateljica (2008.) - Lorena de la Cruz/Lorena Armendariz Ruiz
- Anin dvostruki život (2006.) - Ana Escudero
- Maćeha (2005.) - Estrella San Román
- Clap...mjesto tvojih snova (2003.) - Valentina
- Igra života (2001.) - Paulina "Pau" De La Mora
- Prva ljubav...sto na sat - Marina Iturriaga Camargo (2000.)
- Ciganska ljubav- Maria (1999.)
- Božićna priča (1999.) - Ana Laevska
- Preciosa (1998.) - Preciosa
- Jednom ćemo imati krila (1997.) - violinistica

### Serije u kojima je nastupala
- Mujeres asesinas (2009.) - Marcela
- Vecinos (2006.) - Sara
- Mujer, casos de la vida real - (2002. – 2003.) - Adela

### Filmovi u kojima je nastupala
- Casi Divas (2008.) - Ximena
- Genesis 3:19 (2004.) - Lisa
- U vrijeme leptira (2001.) - Lina Lovatón
- Primer amor...tres anos despues (2001.) - Marina Iturriaga Camargo

## Vanjske poveznice
- Ana Lajevska
- EsMas  Arhivirana inačica izvorne stranice od 18. siječnja 2007. (Wayback Machine)